# 米诺环素
米诺环素又称“二甲胺四环素”或“美满环素”，是一种广谱抗菌的四环素类抗生素。它能与tRNA结合，从而达到抑菌的效果。米诺环素比同类药物具有更广的抗菌谱，具有抑菌活性。因为其半衰期较长，米诺环素的血药浓度比其他同类型药物高2至4倍。

## 适应症
米诺环素主要用于治疗痤疮和其他皮肤感染，由于半衰期长，给药次数较其他药物少，使用方便。
尽管米诺环素具有广谱抗菌作用，但由于其副作用，应用受到很大限制。  

## 副作用
- 菌群失调
- 消化道反应
- 肝损害
- 肾损害
- 影响牙齿和骨发育
- 过敏反应